# 2003 à Terre-Neuve-et-Labrador
Chronologie de Terre-Neuve-et-Labrador
- 1999
- 2000
- 2001
- 2002
- 2003
- 2004
- 2005
- 2006
- 2007

Cette page concerne des événements d'actualité qui se sont produits durant l'année 2003 dans la province canadienne de Terre-Neuve-et-Labrador.

## Politique

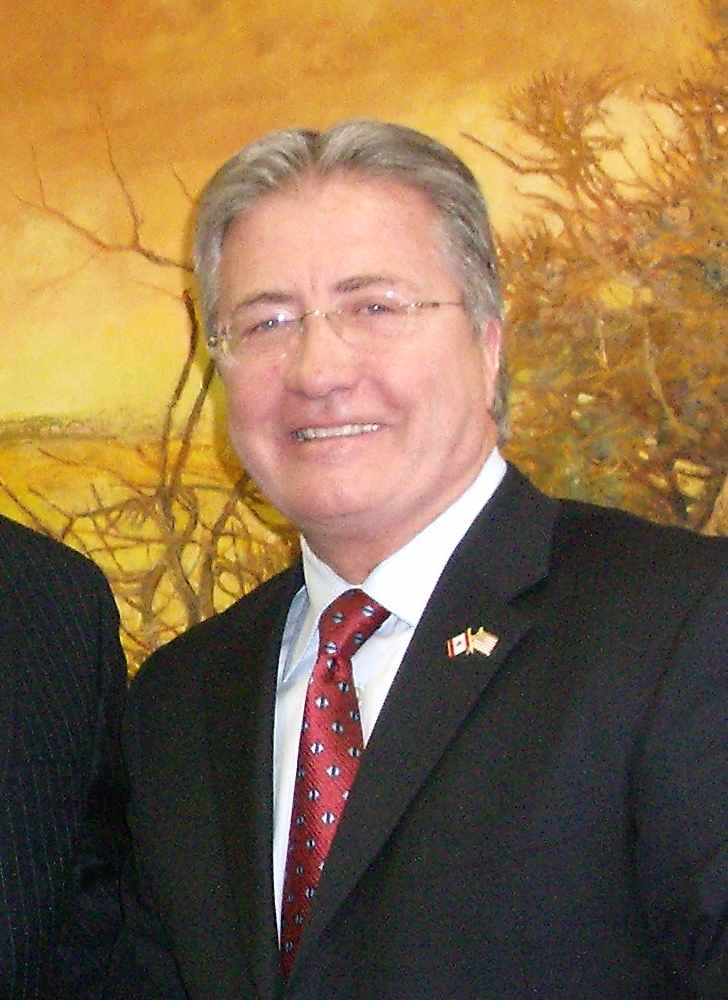
Danny Williams

- Premier ministre : Roger Grimes puis Danny Williams
- Chef de l'Opposition :
- Lieutenant-gouverneur :
- Législature :

## Événements
- 21 octobre : élection générale à Terre-Neuve-et-Labrador — le gouvernement du Parti libéral est défait par le Parti progressiste-conservateur et Danny Williams succède à Roger Grimes au poste de Premier ministre.